# Orlando Pizzolato
Orlando Pizzolato  (né le 30 juin 1958 à Thiene) est un athlète italien, spécialiste des courses de fond, et vainqueur à deux reprises du marathon de New York, en 1984 et 1985. 

## Biographie

### Palmarès
| Date | Compétition           | Lieu      | Résultat | Épreuve  | Temps           |
| ---- | --------------------- | --------- | -------- | -------- | --------------- |
| 1984 | Marathon de New York  | New York  | 1er      | Marathon | 2 h 14 min 53 s |
| 1985 | Universiade d'été     | Kobe      | 1er      | Marathon | 2 h 20 min 6 s  |
| 1985 | Marathon de New York  | New York  | 1er      | Marathon | 2 h 11 min 34 s |
| 1986 | Championnats d'Europe | Stuttgart | 2e       | Marathon | 2 h 10 min 57 s |
| 1987 | Championnats du monde | Rome      | 7e       | Marathon | 2 h 14 min 3 s  |

### Records
| Épreuve  | Performance     | Lieu      | Date          |
| -------- | --------------- | --------- | ------------- |
| Marathon | 2 h 10 min 23 s | Hiroshima | 14 avril 1985 |